# District de Khammam
Le district de Khammam est un district de l'état du Télangana, en Inde.

## Géographie
Au recensement de 2011, sa population compte 2 797 371 habitants.
Son chef-lieu est la ville de Khammam. 